# Jagdgeschwader 116
116-та винищувальна ескадра (нім. Jagdgeschwader 116 (JG 116) — винищувальна ескадра Люфтваффе за часів Другої світової війни. 15 жовтня 1944 року переформована на II-гу авіагрупу JG107 (II./JG107).

## Історія
116-та винищувальна ескадра заснована 3 вересня 1944 року на аеродромі поблизу міста Гільдесгайм за рахунок розгортання авіаційного підрозділу FFS B 37 (нім. Flugzeugführerschule B37), як навчальний авіаційний підрозділ. Оснащувалася винищувачами Messerschmitt Bf 109 та навчально-тренувальними літаками Ar 96. 15 жовтня 1944 року переформована на II-гу авіагрупу JG107 (II./JG107).

## Командування

### Командири
- ? (3 вересня — 15 жовтня 1944).

## Бойовий склад 116-ї винищувальної ескадри
- Штаб (Stab/JG 116)
- 1-ша ескадрилья (1./JG116)
- 2-га ескадрилья (2./JG116)
- 3-тя ескадрилья (3./JG116)
- 4-та ескадрилья (4./JG116)